# 林仙怡
林仙怡（1982年5月10日—）曾任東森新聞台、年代新聞台及三立新聞台記者、主播，2008年進入華視新聞。現任華視新聞資訊台主播、氣象主播、《華視新聞雜誌》節目主持人。

## 學歷
- 中和高中(1997-2000)
- 世新大學新聞系(2000-2004)

## 經歷
- 三立新聞台記者
- 年代新聞台生活組長、主播
- 東森新聞台記者、主播
- 華視新聞資訊台記者、主播、氣象主播

## 現任
- 華視新聞資訊台主播、氣象主播、《華視新聞雜誌》節目主持人。

## 外部連結
- 華視主播-林仙怡的Facebook專頁